# San Diego Stadium
El San Diego Stadium fue un estadio multipropósito ubicado en la ciudad de San Diego, California, Estados Unidos. Anteriormente llamado Jack Murphy Stadium entre 1980 y 1997, en honor al periodista deportivo que impulsó el proyecto. Por razones de patrocinio fue llamado Qualcomm Stadium entre 1997 y 2017, y SDCCU Stadium (San Diego County Credit Union Stadium) entre 2017 y 2020. Comenzó a ser demolido en diciembre del año 2020.

## Reseña
Su capacidad ha variado entre 45 000 y 70 000 espectadores. las tribunas tienen forma de superelipse, para mejorar la vista del público en partidos de fútbol americano y béisbol con respecto a los estadios circulares de la época.
Desde 1967 ha sido sede de los San Diego State Aztecs de fútbol americano universitario. Además, los San Diego Chargers de la National Football League jugaron allí desde 1967 hasta 2016, para luego cambiar de ciudad. Entre 1969 y 2003 se usó para los partidos de local de los Padres de San Diego de las Grandes Ligas de Béisbol, tras lo cual se mudaron al Petco Park. Los San Diego Jaws y los San Diego Sockers de la NASL también jugaron allí en las décadas de 1970 y 1980.
Desde 1978, el Holiday Bowl de fútbol americano universitario se juega en el estadio. El Super Bowl de la NFL tuvo tres ediciones allí en 1988, 1998 y 2003. El estadio fue sede del Juego de Estrellas de las Grandes Ligas de Béisbol en 1978 y 1992, y el Juego de las Estrellas de la Major League Soccer de 1999.
La selección de rugby de Estados Unidos se enfrentó a los All Blacks de Nueva Zelanda en 1980. El campeonato de la AMA de Supercross realizó numerosas carreras en el estadio desde 1980 hasta 2014.
Los grupos de rock Metallica, Guns N' Roses y Motörhead tocaron allí en 1992.

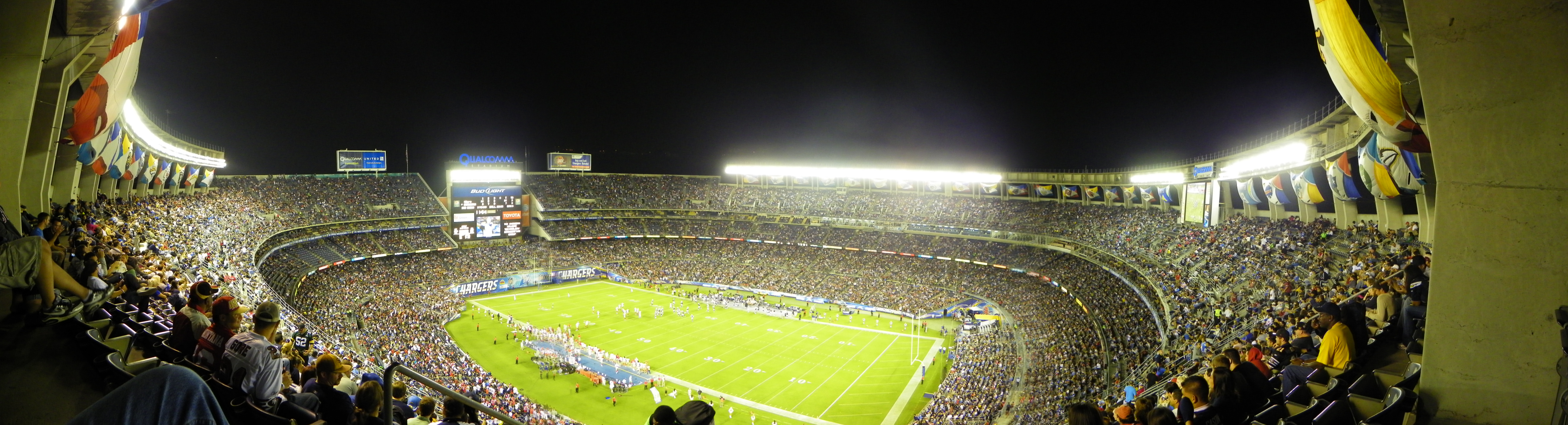
Panorámica del estadio.

## Resultados en eventos de importancia

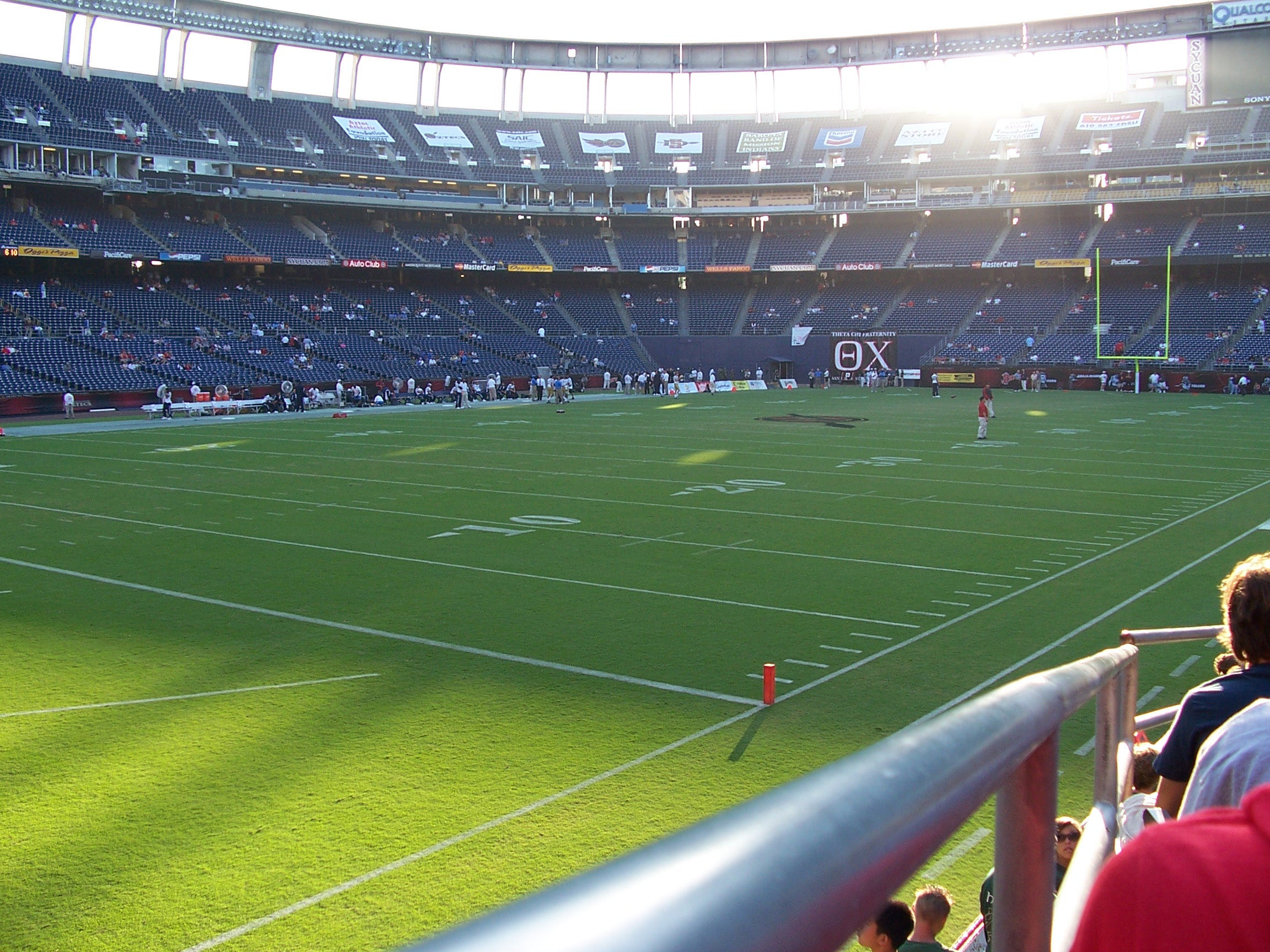

### Super Bowl
| Fecha               | Super Bowl | Team (Visitor)      | Puntos | Team (Home)          | Puntos | Asistencia |
| ------------------- | ---------- | ------------------- | ------ | -------------------- | ------ | ---------- |
| 31 de enero de 1988 | XXII       | Washington Redskins | 42     | Denver Broncos       | 10     | 73 302     |
| 25 de enero de 1998 | XXXII      | Green Bay Packers   | 24     | Denver Broncos       | 31     | 68 912     |
| 26 de enero de 2003 | XXXVII     | Oakland Raiders     | 21     | Tampa Bay Buccaneers | 48     | 67 603     |